# Otto Hänssgen
Otto Hänssgen (* 24. März 1885 in Hassenhausen; † 23. Februar 1956 in Rethen) war ein deutscher Maler.

## Leben

### Ausbildung
Um die Jahrhundertwende absolvierte Otto Hänssgen eine Malerlehre in Bad Kösen und war daran anschließend als Maler in Hannover angestellt. An diese Anstellung folgten mehrere Jahre auf Wanderschaft, in denen er einige Zeit in Berlin, Husum, Elmshorn, Hamburg, Kattowitz und Jüterbog verbrachte. Während seiner Wanderschaft studierte er an verschiedenen Kunst- und Kunstgewerbeschulen.

### Kriegszeiten
Hänssgen leistete seinen Militärdienst zwischen 1907 und 1909 in Verden ab. Nach seiner Militärzeit ließ er sich zunächst in Langenhagen nieder und eröffnete 1913 als selbstständiger Handwerker ein Malergeschäft. Bereits 1914 wurde er aber wieder zum Militärdienst eingezogen und kämpfte während des Ersten Weltkriegs an den Fronten in Frankreich und Russland.
Nach dem Ersten Weltkrieg ließ er sich in Rethen nieder und eröffnete wieder ein Malergeschäft. Durch die wirtschaftlichen Zwänge der Zwischenkriegszeit konnte er nur zeitweise künstlerisch tätig sein. Den Zweiten Weltkrieg verbrachte er die meiste Zeit in Rethen und war nur kurze Zeit als Soldat eingezogen. Nach Kriegsende verblieb er in Rethen, wo er 1956 verstarb.

## Wirken
Seine ersten Werke entstanden bereits während seines Militärdienstes in Verden. In dieser Zeit schuf er eine Reihe beeindruckender Porträtstudien und Landschaftsbilder. Seine zweite Große Schaffensphase hatte Hänssgen während des Ersten Weltkrieges. In seinen Bildern, vor allem wieder Porträt- und Landschaftsbildern, versuchte er die Schrecken des Krieges zu verarbeiten. Viele seiner Werke entstanden ebenfalls nach der Zeit des Zweiten Weltkrieges, die er in Rethen verbrachte. Zusätzlich beschäftigte er sich intensiv mit der Renovierung der Dorfkirche in Rethen.

## Werke
| Titel                                                    | Maße        | Untergrund | Entstehungszeit                 |
| -------------------------------------------------------- | ----------- | ---------- | ------------------------------- |
| Violinist spielt vor drei Damen auf einer Terrasse       | 30 × 23     | Gouache    | ≈1910                           |
| Dame auf einer Liege im Zeltpavillon                     | 30 × 32     | Gouache    | ≈1920                           |
| Lesende auf einer möblierten Terrasse an der Meeresküste | 21 × 14     | Gouache    | ≈1920                           |
| Violinist                                                | 22 × 14     | Gouache    | ≈1920                           |
| Weite Landschaft mit Löwenzahn                           | 27 × 42     | Öl/Karton  | unbekannt                       |
| Weite Landschaft                                         | 27 × 42     | Öl/Karton  | unbekannt                       |
| Blühende Wiese vor dem Wald                              | 31 × 42     | Öl/Karton  | unbekannt                       |
| Früchtestilleben                                         | 25 × 35     | Öl/Karton  | unbekannt                       |
| Blumenstilleben                                          | 37,2 × 28,9 | Öl/Karton  | unbekannt                       |
| Im Rethener Acker (Algesbüttel):                         | unbekannt   | unbekannt  | kurz nach dem Zweiten Weltkrieg |